# Eric Clapton and the Powerhouse
Eric Clapton and the Powerhouse war eine englische Bluesrock-Supergroup, die 1966 für Studioaufnahmen zusammengestellt wurde.

## Bandgeschichte
Joe Boyd, Leiter des neueröffneten Londoner Büros des US-amerikanischen Musiklabels Elektra Records, suchte Ende 1965 eine britische Bluesband, mit der er Aufnahmen für ein geplantes Electric-Blues-Album machen könnte. Material von der Butterfield Blues Band, Lovin’ Spoonful und anderen Künstlern lag bereits vor.
Paul Jones, Sänger bei Manfred Mann, schlug Boyd die Gründung einer Supergroup vor und stellte eine Liste bekannter Musiker zusammen. Bis auf Ginger Baker (Schlagzeug, Graham Bond Organization) waren alle verfügbar und bereit, an dem Projekt teilzunehmen. Im Januar 1966 trafen sich Eric Clapton (Gitarre, zuvor bei den Bluesbreakers), Paul Jones (Mundharmonika, Gesang), Jack Bruce (Bass, damals ebenfalls bei Manfred Mann), Steve Winwood (Gesang, Spencer Davis Group), Pete York (Schlagzeug, ebenfalls bei Spencer Davis) sowie Ben Palmer (Klavier, er hatte bereits früher mit Clapton zusammen gespielt) zu ersten Proben.
Eine Woche später nahmen sie in den Londoner Olympic Studios die Titel I Want to Know (S. McLeod), Crossroads (Robert Johnson) und Steppin’ Out (M. Slim) auf, die dann wie geplant auf dem Elektra-Album What’s Shakin’! in Amerika veröffentlicht wurden.
Im Jahr darauf (1967) erschien das Album auch in Großbritannien, allerdings unter dem Namen Good Time Music. Eric Clapton sagte später in einem Interview, dass die Gruppe einen vierten Titel aufgenommen hatte, einen langsamen Blues, der bis heute unveröffentlicht ist.
Aufgrund vertraglicher Verpflichtungen wurde Steve Winwood im Begleittext als Steve Anglo aufgeführt. Autor von I Want to Know war Paul Jones, der den Namen seiner Frau, Sheila McLeod, als Pseudonym benutzte. Steppin’ Out von James Bracken wurde fälschlicherweise Memphis Slim zugeschrieben, der das Stück in seinem Repertoire hatte. Steppin’ Out hatte Clapton auch mit den Bluesbreakers gespielt, und auch Cream trat damit auf.
Das Powerhouse machte keine weiteren Aufnahmen. Clapton und Bruce schlossen sich im gleichen Jahr mit Ginger Baker zum Powertrio Cream zusammen. Palmer wurde später ihr Tour-Manager. Clapton und Winwood spielten in späteren Jahren häufiger zusammen, z. B. im Projekt Blind Faith, dem auch Ginger Baker angehörte.
Crossroads wurde ein Standardtitel von Cream. Die Powerhouse-Aufnahme wurde von Winwood auf seinem Kompilationsalbum Winwood 1971 wieder veröffentlicht. Clapton veröffentlichte I Want to Know auf seinem Rückblick The History of Eric Clapton 1972. Beide Titel erschienen zusammen auf Winwoods Kompilation The Finer Things 1995 unter Claptons Namen. Ten Years After spielten I Want to Know 1967 auf ihrem ersten Album.